# غوستافو مارتينيز فرياس
غوستافو مارتينيز فرياس (بالإسبانية: Gustavo Martínez Frías)‏ هو عالم عقيدة وأستاذ جامعي كولومبي، ولد في 30 مايو 1935 في بوكارامانغا في كولومبيا، وتوفي في 29 أغسطس 2009 في كوكوتا في كولومبيا.